# Charles Abbott, 1:e baron Tenterden
Charles Abbott, 1:e baron Tenterden, född den 7 oktober 1762, död den 4 november 1832, var en brittisk rättslärd.
Abbott, som blev peer 1827 som baron Tenterden, var president (Lord Chief Justice) i en av Englands överdomstolar. Han författade ett klassiskt arbete i engelsk sjörätt, Treatise of the law relative to merchant ships and seamen (1802).